# Giuseppe Bofondi
Giuseppe Bofondi (* 24. de Outubro de 1795 em Forli , † 2. Dezembro 1867 em Roma ) foi o cardeal secretário de Estado .

## Vida
O filho do patrício Antonio Bofondi e da marquesa Ramagnoli estudou filosofia em Ravenna e em Bolonha Jura, onde em 1817 ele também se formou Dr. Ing. jur. UTR. doutorado. Para a 7 de fevereiro de 1821 prelados levantada, ele nasceu no dia 8 de março, 1822 o Auditor da Rota Romana e em 24 de janeiro de 1842 o reitor. Determinado a ser cardeal em 21 de dezembro de 1846, em pectore , seu nome foi publicado em 11 de junho de 1847, e pouco depois ele foi nomeado cardeal diácono de San Cesareo em Palatio . Desde 17 de agosto de 1847 Legado apostólico da cidade de Ferrara, foi nomeado em 29 de outubro de 1847 como Legado Apostólico para a cidade e a província de Ravenna, onde permaneceu até janeiro de 1848. Primeiro membro da prefeitura para assuntos públicos, então seu prefeito, ele foi finalmente em 02 de fevereiro de 1848 Ministro dos Negócios Estrangeiros dos Estados Pontifícios . De 1 de fevereiro de 1848 a 10 de março de 1848, Cardeal Secretário de Estado, ele foi de 11 de julho de 1850 Prefeito de Finanças.
Embora Giuseppe Bofondi fosse um padre  - sua data de ordenação é desconhecida - ele nunca se tornou um bispo .

## Link Externo
- Fiche du cardinal Giuseppe Bofondi sur le site fiu.edu